# Mabandla Dlamini
Mabandla Ndawombili Fred Dlamini (11 novembre 1930 – 28 giugno 2025) è stato un politico swati, che fu Primo ministro dello Swaziland dal 23 novembre 1979 al 25 marzo 1983.

## Biografia
Mabandla Dlamini nacque l'11 novembre 1930. Nel 1979 fu nominato primo ministro dal re Sobhuza II.
Dopo la morte del re nel 1982, il Liqoqo (Consiglio Reale degli Interni) nominò Dzeliwe, una moglie di Sobhuza II, regina reggente, a causa del suo livello di istruzione, in attesa che un principe diverso da suo figlio, il principe Makhosetive, designato dal Consiglio Reale come successore, raggiungesse la maggiore età di ventidue anni.
Il Liqoqo sostenne inizialmente la sua reggenza, ma presto sorsero disaccordi tra il Primo Ministro, il principe Mabandla Dlamini, e altri membri del Congresso guidati da un altro principe, Mfansibili Dlamini. Al di là dell'opposizione tra i popoli, questo conflitto fu la parte visibile della crisi del regime monarchico. Il principe Mabandla Dlamini fu scelto come primo ministro dal precedente re, Sobhuza II, per la sua apparente flessibilità, onestà e lucidità, ma anche per essere un riformatore. Già in precedenza infatti tentò, sotto il regno di Sobhuza II, di risolvere la diffusa corruzione, endemica alla corte e negli ambienti dirigenziali del Paese ma, minacciati direttamente, i membri della famiglia reale, i capi tribali e i loro sostenitori riuscirono a fermarne l'operato. Il suo principale avversario politico, il principe Mfansibili Dlamini, noto appunto come “il principe della corruzione”, fu perfino imprigionato per qualche tempo per ordine del principe Mabandla. Mabandla, come primo ministro, previde anche la formalizzazione delle norme costituzionali e la riduzione delle prerogative dei monarchi a vantaggio del governo e del Parlamento, incitando contro questi progetti le forze interessate allo status quo.
I problemi tra il primo ministro, il principe Mabandla Dlamini, e il principe Mfansibili Dlamini continuarono fino al marzo 1983, quando il principe Mabandla venne sostituito dal principe Bhekimpi Dlamini. Dzeliwe si oppose a questo cambiamento e questo portò alla sua sostituzione con Ntfombi Tfwala (la madre del principe Makhosetive), come reggente nello stesso anno.
Il principe Makhosetive fu incoronato il 25 aprile 1986 con il nome di re Mswati III di eSwatini. A maggio Mswati sciolse il Liqoqo, consolidando il suo potere e riorganizzando il governo. Nel maggio 1987, dodici persone furono accusate di sedizione e tradimento in relazione al rovesciamento della regina reggente Dzeliwe nel 1983. Il re Mswati creò un tribunale speciale per giudicare questi crimini contro il re o la regina reggente, in cui gli imputati non ebbero il diritto alla rappresentanza legale. Nel marzo 1988 furono perseguiti dal tribunale, anche se furono liberati a luglio.